# Jean Bellissard
Jean Vincent Bellissard (* 1. März 1946 in Lyon) ist ein französischer theoretischer und mathematischer Physiker.
Bellissard studierte an der Universität Claude Bernard in Lyon (Abschluss 1968). 1969 erhielt er sein Lehrerexamen (Aggregation) und unterrichtete Vorbereitungsklassen für Ingenieurschulen in Lyon. 1974 promovierte er an der Universität Marseille (Université de Provence, Marseille) bei Raymond Stora (Quantenfeldtheorie in äußeren Feldern), an der er seit 1970 war, zuerst als Dozent, ab 1980 als Assistenzprofessor (in den 1980er Jahren leitete er auch das gemeinsame Graduiertenkolleg der südfranzösischen Universitäten im Raum Marseille) und ab 1991 mit einer vollen Professur. Dazwischen war er unter anderem 1974/75 als Post-Doc an der Universität Lausanne bei Jean-Jacques Loeffel, an der Universität Bielefeld (Zentrum für interdisziplinäre Forschung, 1976) und am IHES, wo er 1979/80 Alain Connes traf, der gerade die nichtkommutative Geometrie entwickelte. 1983/84 war er an der Princeton University und 1986 am Caltech. 1990/91 war er am Wissenschaftskolleg zu Berlin und gleichzeitig an der Humboldt-Universität zu Berlin. 1991 bis 2002 war er Professor und 1992 bis 1996 Leiter der Physik-Fakultät der Universität Paul Sabatier in Toulouse. 2000 war er am MSRI und 2001/02 am IHES und der École polytechnique in Paris. Gleichzeitig war er am Labor Émile Picard der Universität Toulouse. Ab 2002 war er außerdem Professor (sowohl in der Fakultät für Physik als auch in Mathematik) am Georgia Institute of Technology. 2007 emeritierte er von seiner Professur in Frankreich.
Er ist bekannt für Anwendungen der nicht-kommutativen Geometrie (im Sinn von Alain Connes) auf aperiodische Medien in der Festkörperphysik (wie Elektronen in magnetischen Feldern, Quasikristalle und ihr Spektrum, Quanten-Hall-Effekt, Bandlücken-Struktur (Gap-Labeling)).
1993 bis 1999 war er Herausgeber der Annales de l’Institut Henri Poincaré.
1989 erhielt er den Paul-Langevin-Preis. 1994 war er Invited Speaker auf dem Internationalen Mathematikerkongress in Zürich (Noncommutative Geometry and the quantum Hall effect). Er ist Fellow der American Mathematical Society.

## Schriften
- Gap labeling theorems for Schrödinger Operators, in Michel Waldschmidt, Claude Itzykson, Jean-Marc Luck, Pierre Moussa (Herausgeber): Number Theory and Physics, Les Houches 1989, Springer 1992